# Список губернаторов Иллинойса
Губернатор Иллинойса — глава исполнительной ветви правительства Иллинойса и главнокомандующий вооружённых сил. В обязанности губернатора входят контроль за соблюдением законов штата, утверждение или наложение «вето» на законопроекты, выдвигаемые Генеральной ассамблеей, созыв заседаний ассамблеи и решение вопросов о предоставлении помилования.

## Губернаторы

### Губернаторы территории Иллинойс
Территория Иллинойс была образована 1 марта 1809 года. В период до создания штата у неё был лишь один губернатор, назначенный президентом США. С марта по июнь 1809 года обязанности губернатора исполнял секретарь территории Натаниэль Поуп.
| Фото | Губернатор     | Начало полномочий | Окончание полномочий | Президент      |
| ---- | -------------- | ----------------- | -------------------- | -------------- |
|      | Эдвардс Ниниан | 1 марта 1809 года | 6 октября 1818 года  | Джеймс Мэдисон |

### Губернаторы штата Иллинойс
Иллинойс принят в состав Соединённых штатов 3 декабря 1818 года. По первой конституции штата, ратифицированной в 1818 году, один срок полномочий губернатора ограничивался в 4 года, начинающиеся в первый понедельник декабря после выборов. Конституция 1848 года установила начало срока губернатора на второй понедельник января. В 1870 году, принятая вновь конституция отменила эту поправку.
Должность вице-губернатора появилась ещё в первой конституции, с целью поддержания власти в случае отсутствия губернатора. В ныне действующей конституции от 1970 года, в случае вакантного места губернатора, его пост занимает лейтенант-губернатор.
| #  | Фото                   | Фото | Губернатор                          | Начало полномочий    | Окончание полномочий | Партия                         | Вице-губернатор | Вице-губернатор    | Количество сроков |
| -- | ---------------------- | ---- | ----------------------------------- | -------------------- | -------------------- | ------------------------------ | --------------- | ------------------ | ----------------- |
| 1  |                        |      | Седрах Бонд (1773—1832)             | 6 октября 1818 года  | 5 декабря 1822 года  | Демократическо-республиканская |                 | Пьер Менард        | 1                 |
| 2  |                        |      | Эдвард Колс (1786—1868)             | 5 декабря 1822 года  | 6 декабря 1826 год   | Демократическо-республиканская |                 | Адольфус Хаббард   | 1                 |
| 3  |                        |      | Ниниан Эдвардс (1775—1833)          | 6 декабря 1826 года  | 6 декабря 1830 года  | Демократическо-республиканская |                 | Уильям Кинни       | 1                 |
| 4  |                        |      | Джон Рэйнолдс (1788—1865)           | 6 декабря 1830 года  | 17 ноября 1834 года  | Демократическая                |                 | Задок Кейси        | 1⁄2               |
| 4  | Уильям Ли Юинг         |      | Джон Рэйнолдс (1788—1865)           | 6 декабря 1830 года  | 17 ноября 1834 года  | Демократическая                |                 |                    | 1⁄2               |
| 5  |                        |      | Уильям Ли Юинг (1795—1846)          | 17 ноября 1834 года  | 3 декабря 1834 года  | Демократическая                | —               | —                  | 1⁄2               |
| 6  |                        |      | Джозеф Дункан (1794—1844)           | 3 декабря 1834 года  | 7 декабря 1838 года  | Партия вигов                   |                 | Александр Дженкинс | 1                 |
| 6  | Уильям Дэвидсон        |      | Джозеф Дункан (1794—1844)           | 3 декабря 1834 года  | 7 декабря 1838 года  | Партия вигов                   |                 |                    | 1                 |
| 7  |                        |      | Томас Карлин (1789—1852)            | 7 декабря 1838 года  | 8 декабря 1842 года  | Демократическая                |                 | Стинсон Андерсон   | 1                 |
| 8  |                        |      | Томас Форд (1800—1850)              | 8 декабря 1842 года  | 9 декабря 1846 года  | Демократическая                |                 | Джон Мур           | 1                 |
| 9  |                        |      | Август Френч (1808—1864)            | 9 декабря 1846 года  | 10 января 1853 года  | Демократическая                |                 | Джозеф Уэллс       | 2                 |
| 9  | Уильям Макмартри       |      | Август Френч (1808—1864)            | 9 декабря 1846 года  | 10 января 1853 года  | Демократическая                |                 |                    | 2                 |
| 10 |                        |      | Джоэл Элдрих Мэттисон (1808—1873)   | 10 января 1853 года  | 12 января 1857 года  | Демократическая                |                 | Густав Кёрнер      | 1                 |
| 11 |                        |      | Уильям Генри Бисселл (1811—1860)    | 12 января 1857 года  | 18 марта 1860 года   | Республиканская                |                 | Вуд, Джон          | 1⁄2               |
| 12 |                        |      | Джон Вуд (1798—1880)                | 18 марта 1860 года   | 14 января 1861 года  | Республиканская                |                 | Томас Маршалл      | 1⁄2               |
| 13 |                        |      | Ричард Эйтс (1815—1873)             | 14 января 1861 года  | 16 января 1865 года  | Республиканская                |                 | Фрэнсис Хоффманн   | 1                 |
| 14 |                        |      | Ричард Джеймс Оглсби (1824—1899)    | 16 января 1865 года  | 11 января 1869 года  | Республиканская                |                 | Уильям Бросс       | 1                 |
| 15 |                        |      | Джон Палмер (1815—1900)             | 11 января 1869 года  | 13 января 1873 года  | Республиканская                |                 | Джон Догерти       | 1                 |
| 14 |                        |      | Ричард Джеймс Оглсби (1824—1899)    | 13 января 1873 года  | 23 января 1873 года  | Республиканская                |                 | Джон Лори Беверидж | 1⁄2               |
| 16 |                        |      | Джон Лори Беверидж (1824—1910)      | 23 января 1873 года  | 8 января 1877 года   | Республиканская                |                 | Джон Ирли          | 1⁄2               |
| 16 | Арчибальд Гленн        |      | Джон Лори Беверидж (1824—1910)      | 23 января 1873 года  | 8 января 1877 года   | Республиканская                |                 |                    | 1⁄2               |
| 17 |                        |      | Шелби Каллом (1829—1914)            | 8 января 1877 года   | 16 февраля 1883 года | Республиканская                |                 | Эндрю Шуман        | 1+1⁄2             |
| 17 | Джон Маршалл Гамильтон |      | Шелби Каллом (1829—1914)            | 8 января 1877 года   | 16 февраля 1883 года | Республиканская                |                 |                    | 1+1⁄2             |
| 18 |                        |      | Джон Маршалл Гамильтон (1847—1905)  | 16 февраля 1883 года | 30 января 1885 года  | Республиканская                |                 | Уильям Кэмпбэлл    | 1⁄2               |
| 14 |                        |      | Ричард Джеймс Оглсби (1824—1899)    | 30 января 1885 года  | 14 января 1889 года  | Республиканская                |                 | Джон               | 1                 |
| 19 |                        |      | Джозеф Фифер (1840—1938)            | 14 января 1889 года  | 10 января 1893 года  | Республиканская                |                 | Лиман Рэй          | 1                 |
| 20 |                        |      | Джон Питер Альтгелд (1847—1902)     | 10 января 1893 года  | 11 января 1897 года  | Демократическая                |                 | Джозеф Гилл        | 1                 |
| 21 |                        |      | Джон Райли Тэннер (1844—1901)       | 11 января 1897 года  | 14 января 1901 года  | Республиканская                |                 | Уильям Норткотт    | 1                 |
| 22 |                        |      | Ричард Эйтс (младший) (1860—1936)   | 14 января 1901 года  | 9 января 1905 года   | Республиканская                |                 | Уильям Норткотт    | 1                 |
| 23 |                        |      | Чарльз Денен (1863—1940)            | 9 января 1905 года   | 3 февраля 1913 года  | Республиканская                |                 | Лоуренс Шерман     | 2                 |
| 23 | Джон Оглсби            |      | Чарльз Денен (1863—1940)            | 9 января 1905 года   | 3 февраля 1913 года  | Республиканская                |                 |                    | 2                 |
| 24 |                        |      | Эдвард Фитзиммонс Данн (1853—1937)  | 3 февраля 1913 года  | 8 января 1917 года   | Демократическая                |                 | Барратт О'Хара     | 1                 |
| 25 |                        |      | Фрэнк Лоуден (1861—1943)            | 8 января 1917 года   | 10 января 1921 года  | Республиканская                |                 | Джон Оглсби        | 1                 |
| 26 |                        |      | Лен Смолл (1862—1936)               | 10 января 1921 года  | 14 января 1929 года  | Республиканская                |                 | Фрэд Стерлинг      | 2                 |
| 27 |                        |      | Льюис Линкольн Эммерсон (1863—1941) | 14 января 1929 года  | 9 января 1933 года   | Республиканская                |                 | Фрэд Стерлинг      | 1                 |
| 28 |                        |      | Генри Горнер (1878—1940)            | 9 января 1933 года   | 6 октября 1940 года  | Демократическая                |                 | Томас Донован      | 1+1⁄2             |
| 28 | Джон Генри Стилл       |      | Генри Горнер (1878—1940)            | 9 января 1933 года   | 6 октября 1940 года  | Демократическая                |                 |                    | 1+1⁄2             |
| 29 |                        |      | Джон Генри Стилл (1891—1962)        | 6 октября 1940 года  | 13 января 1941 года  | Демократическая                | —               | —                  | 1⁄2               |
| 30 |                        |      | Дуайт Грин (1897—1958)              | 13 января 1941 года  | 10 января 1949 года  | Республиканская                |                 | Хью Кросс          | 2                 |
| 31 |                        |      | Эдлай Стивенсон II (1900—1965)      | 10 января 1949 года  | 12 января 1953 года  | Демократическая                |                 | Шервуд Диксон      | 1                 |
| 32 |                        |      | Уильям Стрэттон (1914—2001)         | 12 января 1953 года  | 9 января 1961 года   | Республиканская                |                 | Джон Уильям Чапман | 2                 |
| 33 |                        |      | Отто Кернер (1908—1976)             | 9 января 1961 года   | 21 мая 1968 года     | Демократическая                |                 | Сэмюэл Шапиро      | 1+1⁄2             |
| 34 |                        |      | Сэмюэл Шапиро (1907—1987)           | 21 мая 1968 года     | 13 января 1969 года  | Демократическая                | —               | —                  | 1⁄2               |
| 35 |                        |      | Ричард Огилви (1923—1988)           | 13 января 1969 года  | 8 января 1973 года   | Республиканская                |                 | Пол Саймон         | 1                 |
| 36 |                        |      | Дэниел Уокер (1922—2015)            | 8 января 1973 года   | 10 января 1977 года  | Демократическая                |                 | Нилл Хартиган      | 1                 |
| 37 |                        |      | Джеймс Томпсон (1936—2020)          | 10 января 1977 года  | 14 января 1991 года  | Республиканская                |                 | Дэйв О'Нил         | 4                 |
| 37 | Джордж Райан           |      | Джеймс Томпсон (1936—2020)          | 10 января 1977 года  | 14 января 1991 года  | Республиканская                |                 |                    | 4                 |
| 38 |                        |      | Джим Эдгар (род. 1946)              | 14 января 1991 года  | 11 января 1999 года  | Республиканская                |                 | Боб Кустра         | 2                 |
| 39 |                        |      | Джордж Райан (1934—2025)            | 11 января 1999 года  | 13 января 2003 года  | Республиканская                |                 | Коринн Вуд         | 1                 |
| 40 |                        |      | Род Благоевич (род. 1956)           | 13 января 2003 года  | 29 января 2009 года  | Демократическая                |                 | Пат Куинн          | 1+1⁄2             |
| 41 |                        |      | Пат Куинн (род. 1948)               | 29 января 2009 года  | 12 января 2015 года  | Демократическая                |                 | Шейла Саймон       | 1 1⁄2             |
| 42 |                        |      | Брюс Ронер (род. 1957)              | 12 января 2015 года  | 14 января 2019 года  | Республиканская                |                 | Эвелин Сангвинетти | 1                 |
| 43 |                        |      | Джей Прицкер (род. 1965)            | 14 января 2019 года  | —                    | Демократическая                |                 | Джулиана Страттон  |                   |